# ورزشگاه تمساح آرنا
ورزشگاه تمساح آرنا یک ورزشگاه در بورسا ترکیه است. ظرفیت این ورزشگاه ۴۳٬۷۶۱ نفر و خانه باشگاه فوتبال بورسااسپور است در سوپر لیگ فوتبال ترکیه است. این ورزشگاه شبیه یک دهکده بزرگ تمساح است.